# Sinbad the Sailor (1947)
Sinbad, the Sailor is een Amerikaanse film uit 1947 die gaat over de achtste reis van Sinbad de zeeman. Volgens de verhalen van Duizend-en-een-nacht heeft Sinbad echter maar zeven reizen gemaakt. De film is, los van de figuur Sinbad, verder niet op deze verhalen gebaseerd.

## Synopsis
Sinbad vertelt aan het kampvuur over zijn avonturen. Al gauw vertelt hij over zijn achtste reis waarin hij op zoek ging naar een verloren schat van Alexander de Grote.

## Rolverdeling
| Acteur                | Personage                    |
| --------------------- | ---------------------------- |
| Douglas Fairbanks Jr. | Sinbad                       |
| Maureen O'Hara        | Shireen                      |
| Walter Slezak         | Melik                        |
| Anthony Quinn         | Emir                         |
| George Tobias         | Abbu                         |
| Jane Greer            | Pirouze                      |
| Mike Mazurki          | Yusuf                        |
| Alan Napier           | Aga                          |
| John Miljan           | Moga                         |
| Brad Dexter           | Muallin (als Barry Mitchell) |
| Sheldon Leonard       | Veilingmeester               |